# Ruth Eweler

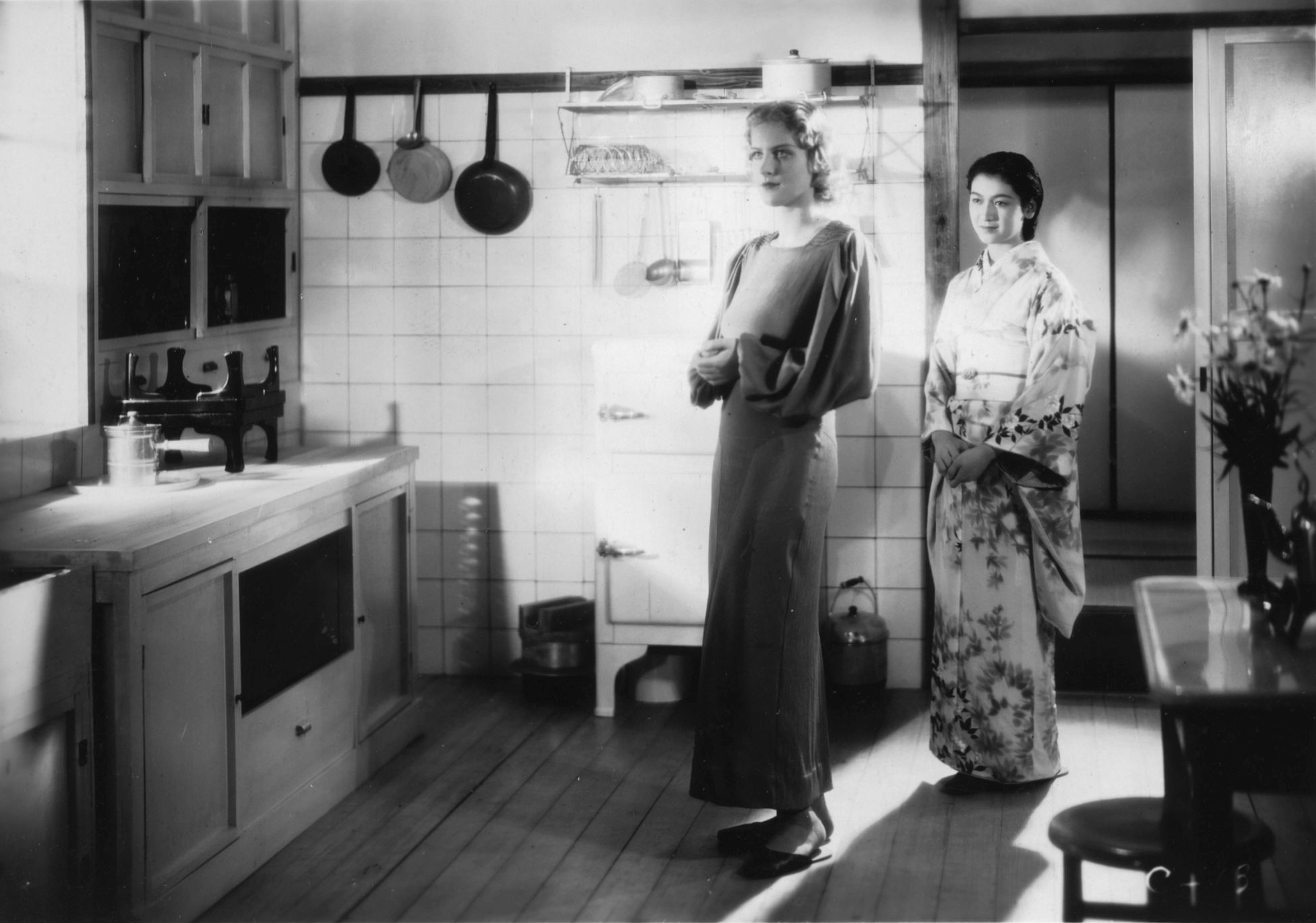
Ruth Eweler y Setsuko Hara en "La Hija del Samurai" (1937).

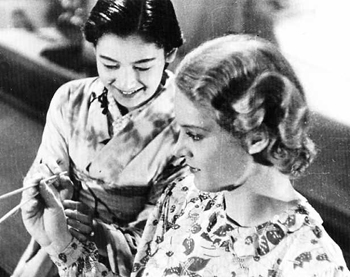
Ruth Eweler y Setsuko Hara en el Film La hija del Samurai, 1937.

Ruth Eweler (19 de marzo de 1916 en Plettenberg-Eiringhausen; el 12 de septiembre de 1947 en Berlín) fue una actriz alemana.

## Vida
Se sabe muy poco sobre Ruth Eweler. Alrededor de 1932 fue la primera "Miss Rubia" de Alemania, en un concurso organizado por los Laboratorios Nurblond en Berlín, y luego apareció frente a las cámaras para películas de la época coincidiendo con los inicios del régimen nazi.
Era muy querida y tenía un buen empleo en el Tercer Reich, mayormente porque su hermano Heinrich Eweler, once años mayor, era miembro del servicio de seguridad de las SS y llegó a ocupar el cargo de SS-Sturmbannführer. Acabada la Segunda Guerra Mundial, Ruth Eweler dejó el cine. Murió en 1947 como resultado de una intoxicación con somníferos.
Desde 1938 estuvo casada con el médico Ernst Raab.

## Filmografía
- 1933: Du sollst nicht begehren (No codiciarás)
- 1933: Wie werde ich energisch (Kurzfilm) (¿Cómo me vuelvo enérgico (cortometraje)?)
- 1934: Der alte und der junge König (El viejo y el joven rey)
- 1934: Da stimmt was nicht (Algo no esta bien)
- 1934: Ich für dich - du für mich (Yo para ti - tu para mi)
- 1935: Mazurka (1935)
- 1935: Die Werft zum grauen Hecht (El astillero del lucio gris)
- 1935: Wenn die Musik nicht wär (Si no fuera por la música)
- 1936: August der Starke (Augusto el fuerte), de Paul Wegener
- 1936: Die Tochter des Samurai (La hija del Samurai)
- 1937: Der Scheidungsgrund (El motivo del divorcio)
- 1938: Hänschen klein (Kurzfilm)
- 1938: Männer soll man nicht allein lassen (Kurzfilm) (Los hombres no deben estar solos)
- 1938: Menschen, Tiere, Sensationen
- 1938: Der lose Falter (Kurzfilm)
- 1939: Wir tanzen um die Welt (Bailando por le mundo)
- 1940: Zwischen Hamburg und Haiti (Entre Hamburgo y Haití)
- 1942: Einmal der liebe Herrgott sein (Por una vez, un buen Señor)
- 1940–1943: Panik (UA: 1953 als Gesprengte Gitter)